# Marcel Campion

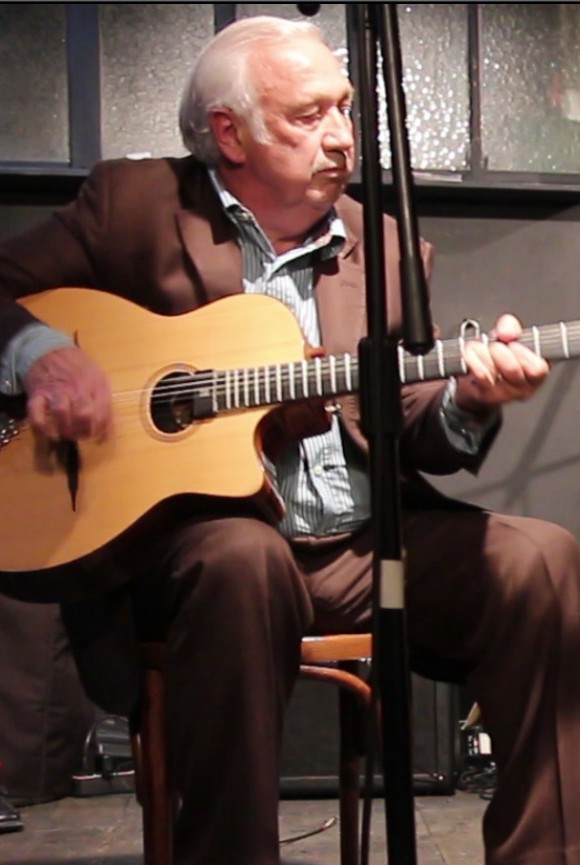
Marcel Campion (2013)

Marcel Campion (* 17. Februar 1940) ist ein französischer Geschäftsmann, der sein Vermögen in der Schaustellerbranche gemacht hat und in Frankreich auch als „König der Schausteller“ bekannt ist. Er ist außerdem Gitarrist des Gypsy-Jazz.

## Leben und Wirken
Campion stammt aus einer Familie von Schaustellern. Seine Mutter starb im Zweiten Weltkrieg, als er drei Jahre alt war. Da sein Vater als Kriegsgefangener in Deutschland war, erhielt er Waisenstatus. Nach dem Krieg traf er seinen Vater wieder, half ihm auf der Kirmes und Jahrmärkten und arbeitete dann in diesem Gewerbe. Mit 17 Jahren erwarb er ein kleines Karussell. Dann erst lernte er lesen, besuchte die Schule und baute sein Unternehmen aus.
Campion ist der Hauptpromoter der Foire du Trône im Südosten von Paris, der Organisator der Fête foraine im Jardin des Tuileries sowie der Fête à Neu-Neu in Neuilly-sur-Seine. Er ist außerdem Eigentümer des Pariser Riesenrads und Betreiber der Holzpferdekarussells am Place du Trocadéro. Weiterhin war er Organisator des Weihnachtsmarkts, der von 2008 bis 2016 am unteren Ende der Avenue des Champs-Élysées in Paris stattfand. Von 1987 bis 1991 war er einer der Betreiber des damaligen Vergnügungsparks Mirapolis, wo er aufgrund der mangelnden Attraktivität des Parks 350 Millionen Francs verloren hat.
Campion ist für seine spektakulären Lobbyaktionen für das Schaustellergewerbe in Frankreich bekannt. Auch trat er 2020 (erfolglos) mit einer eigenen Liste bei den Kommunalwahlen in Paris auf. 2009 übernahm und renovierte er das Musik-Café und Restaurant „La Chope des Puces“ in Saint-Ouen-sur-Seine, wo er selbst gelegentlich mit Gitarristen wie Ninine Garcia auftritt. Bei Frémeaux & Associés veröffentlichte er 2010 das Album Copain Django, das er gemeinsam mit Romane und seinem Sohn Criss Campion einspielte. Als Musiker ist er auch in dem Spielfilm Laisse tes mains sur mes hanches von Chantal Lauby zu sehen.

## Auszeichnungen
Campion wurde 2003 zum Ritter des Ordre national de la Légion d’honneur und des Ordre national du Mérite ernannt.

## Schriften
- Forain: Une vie de combat, éditions Jean-Claude Lattès, 1999; ISBN 978-2-7096-2065-9
- mit Catherine Gravil, D'où viens-tu forain ?, éditions Jacob-Duvernet, 2009; ISBN 978-2-84724-228-7[3]
- mit Catherine Gravil, Django Reinhardt: l’histoire de La Chope des Puces, éditions Jacob-Duvernet, 2009, ISBN 978-2-84167-652-1
- mit David d’Equainville, Chamboule-tout: La fête foraine, les stars et les politiques, Editions du Rocher, 2018
- mit David d’Equainville, Le Paris du bon sens – Mon programme pour les municipales: incluant voyage avec un bonnet d’Anne, Mareuil Éditions, 2020